# Цари Микен
Ниже представлен список мифических царей, правивших в Микенах. Имена царей взяты из поэмы Гомера «Илиада» и других произведений древнегреческих и римских писателей. Даты правления даны по хронологии Евсевия Кесарийского.

## Мифические цари Микен
| №                            | Годы правления     | Царь          | Примечание                                                                              |
| ---------------------------- | ------------------ | ------------- | --------------------------------------------------------------------------------------- |
| Династия Персеидов           |                    |               |                                                                                         |
| 1.                           | 1325—1292 до н. э. | Персей        | сын Зевса и Данаи; легендарный древнегреческий герой, основатель Микен и их первый царь |
| 2.                           | 1292—1286 до н. э. | Электрион     | сын Персея и Андромеды                                                                  |
| 3.                           | 1286—1263 до н. э. | Сфенел        | сын Персея и Андромеды                                                                  |
| 4.                           | 1263—1223 до н. э. | Еврисфей      | сын Сфенела и Никиппы                                                                   |
| Династия Пелопидов (Атридов) |                    |               |                                                                                         |
| 5.                           | 1223—1216 до н. э. | Атрей         | сын Пелопса и Гипподамии                                                                |
| 6.                           | 1216 до н. э.      | Фиест (Тиест) | сын Пелопса и Гипподамии                                                                |
| 7.                           | 1216—1181 до н. э. | Агамемнон     | сын Атрея и Аэропы; легендарный предводитель греческого войска в Троянской войне        |
| 8.                           | 1181—1176 до н. э. | Эгисф         | сын Фиеста и Пелопии                                                                    |
| 9.                           | 1176—1173 до н. э. | Алет          | сын Эгисфа и Клитемнестры                                                               |
| 10.                          | 1173—1156 до н. э. | Орест         | сын Агамемнона и Клитемнестры                                                           |
| 11.                          | 1156—1103 до н. э. | Тисамен       | сын Ореста и Гермионы                                                                   |
| Вторжение Гераклидов.        |                    |               |                                                                                         |